# Arthur Schneier
Arthur Schneier (Bécs, 1930. március 20. –) főrabbi a New York-i Park East zsinagógában.

## Életpályája
Hagyományos rabbi családban született. 1938-ban Budapestre menekültek. Ott élte át, a gettóban, a holokausztot. 1947-ben New Yorkba ment, a Jesiva Egyetemen tanult, és 1962-ben a Park East zsinagóga rabbija lett.
Schneier rabbi sokoldalú tevékenysége során nagy hangsúlyt helyez a gyerekek oktatására. Jellemző a Park East nappali iskola megszervezése, iskola, amely az ő nevét viseli.
1965-ben megalapította és azóta vezeti a „Lelkiismeret Hangja” (Appeal for conscience) szövetséget, amely a vallásszabadság, az emberi jogok, a felekezetek közötti tolerancia előmozdítása és támogatása érdekében tevékenykedik. Ezért a tevékenységéért megkapta, a 2010. március 15-i nemzeti ünnep alkalmából, a Magyar Köztársasági Érdemrend középkeresztje a csillaggal kitüntetést.
A szövetség évente kiadja a „Lelkiismeret Hangja” díjat (ACF World Leader Award). A díjazottak között volt Angela Merkel, Nicolas Sarkozy, I. János Károly spanyol király, John Alkan, FIAT-igazgató.
Schneier rabbi küzdött a szovjet zsidók vallási életének újraépítéséért Oroszországban, Ukrajnában és más kelet-európai országokban. Sikerült visszaadni a moszkvai zsinagógát a zsidó hitközségnek. Mint Clinton elnök kínai küldöttségének tagja, elvitte 50 év után az első Tórát a sanghaji Ohel Rachel zsinagógába.

## Kitüntetések, díjak, tagságok, kapcsolatok
Az Amerikai–Magyar Alapítvány 1998-ban babérkoszorúsának választotta Schneier rabbit. Más kitüntetései: Ausztria Arany érdemrendje csillaggal, a köztársaság szolgálatáért (1997), Bécs városának Dr. Karl Renner-díja (1996), az orosz ortodox egyház moszkvai pátriárkájának Szent Dániel-rendje, az Egyesült Államok elnökének 2001. évi polgári kitüntetése.
2008 áprilisában XVI. Benedek pápa meglátogatta a Park East zsinagógát. Ez volt az első alkalom, hogy egy pápa amerikai zsinagógába menjen.
Mint Izrael hűséges védője, személyes kapcsolata volt politikai vezetőkkel, mint Menáhém Begín, Jichák Rabin, Simón Peresz és mások.
A Civilizációk Szövetsége tagja lett.
Hatszor szervezett nemzetközi konferenciát:
- 1992 Svájc és 1995 Bécs: csúcstalálkozó kormányzati és vallási vezetőkkel a korábbi Jugoszláviából és Délkelet-Európából az etnikai konfliktusok megszüntetésére
- 1994 Isztambul: „Béke és tolerancia” konferencia a török kormány részvételével
- 1999 Bécs: Egyházközi koszovói béketárgyalás, muzulmán, szerb ortodox és katolikus vezetőkkel
- 2003 Ohrid, Macedónia: Párbeszéd a civilizációról
- 2005 Isztambul: II. „Béke és tolerancia” konferencia

Főelőadó volt az Abdullah szaúdi király által szervezett vallásközi konferencián, Madridban, 2008-ban.

## Család
Felesége Elisabeth Nordmann Schneier, Marc fia igen aktív rabbi.